# Croquet
Il croquet è uno sport che può essere individuale e a squadre: ogni squadra può avere al massimo quattro giocatori. Questo sport fece parte dei Giochi olimpici nel 1900.

## Storia

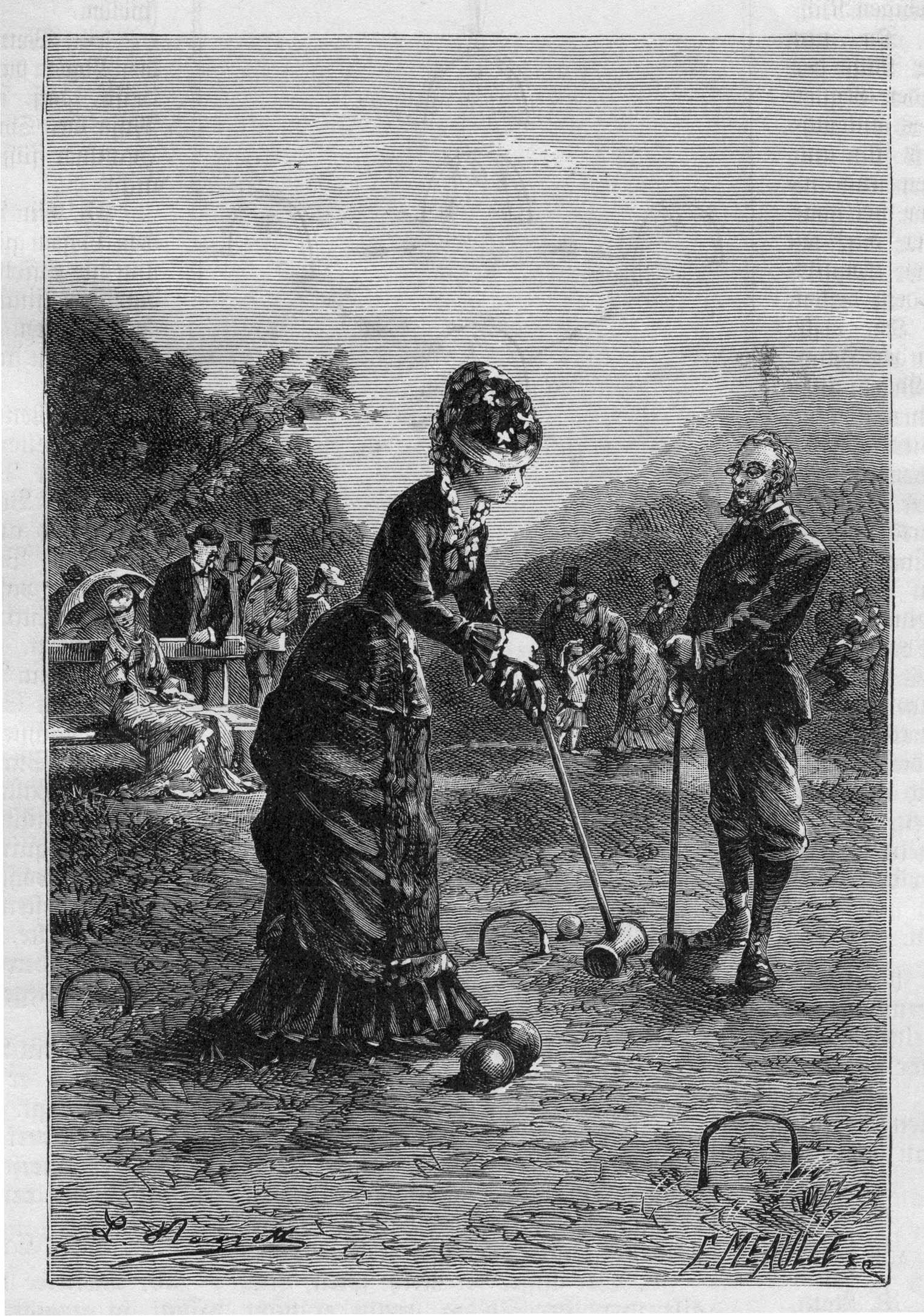
Stampa ritraente una dama dell'Ottocento che gioca a croquet

Il croquet trae origine da un antico gioco trecentesco. Era praticato in Italia, Francia e  Irlanda, poi ebbe la sua definitiva organizzazione dopo la metà del 1800 in Inghilterra, dove fu codificato con regole valide tutt'oggi.
Ogni nazione ha propri regolamenti ma, per competizioni internazionali, vengono seguite le regole dettate dalla World Croquet Federation, che raggruppa tutte le Associazioni dei Paesi in cui il gioco viene praticato. Dal croquet derivano due dei giochi più popolari al mondo: il biliardo e il golf. Insieme queste due discipline hanno un bacino di utenza che supera i 2 miliardi di persone: l'Asia è in forte crescita di praticanti.

## Regole
Il gioco del croquet è una sfida tattica in cui ogni giocatore manovra sia le proprie bocce che quelle dell'avversario in modo da segnare punti e, allo stesso tempo, ridurre le possibilità dell'avversario di fare altrettanto mediante un accorto posizionamento delle bocce alla fine del turno. 
È un gioco praticabile da tutti a qualsiasi età, tant'è che le diverse nazionali sono costituite da uomini e donne, giovani e meno giovani, indifferentemente.
Scopo del gioco è quello di segnare dei punti facendo passare una boccia colpita da una mazza sotto delle porte disposte a formare un ben determinato percorso, al termine del quale si deve colpire un picchetto posto al centro del campo. La partita viene vinta da chi per primo conclude il percorso con ambedue le palle a disposizione, oppure da chi segna il maggior numero di punti in un tempo concordato.
Una variante del gioco, più veloce e più spettacolare è il Golf Croquet. Obiettivo del gioco è far passare attraverso le 13 porte che definiscono il percorso di gara una delle palle a disposizione del giocatore e segnare così un punto prima che lo facciano gli avversari. Vince il giocatore che riesce a passare per primo il maggior numero di porte totalizzando quindi il maggior numero di punti. Nel tentativo di segnare per primo, un giocatore può ostacolare l'avversario sia interponendo la propria palla tra quella dell'avversario e l'archetto, sia bocciando la palla avversaria. In questo modo si assiste ad una battaglia per l'archetto che, spesso, viene risolta con tiri spettacolari.

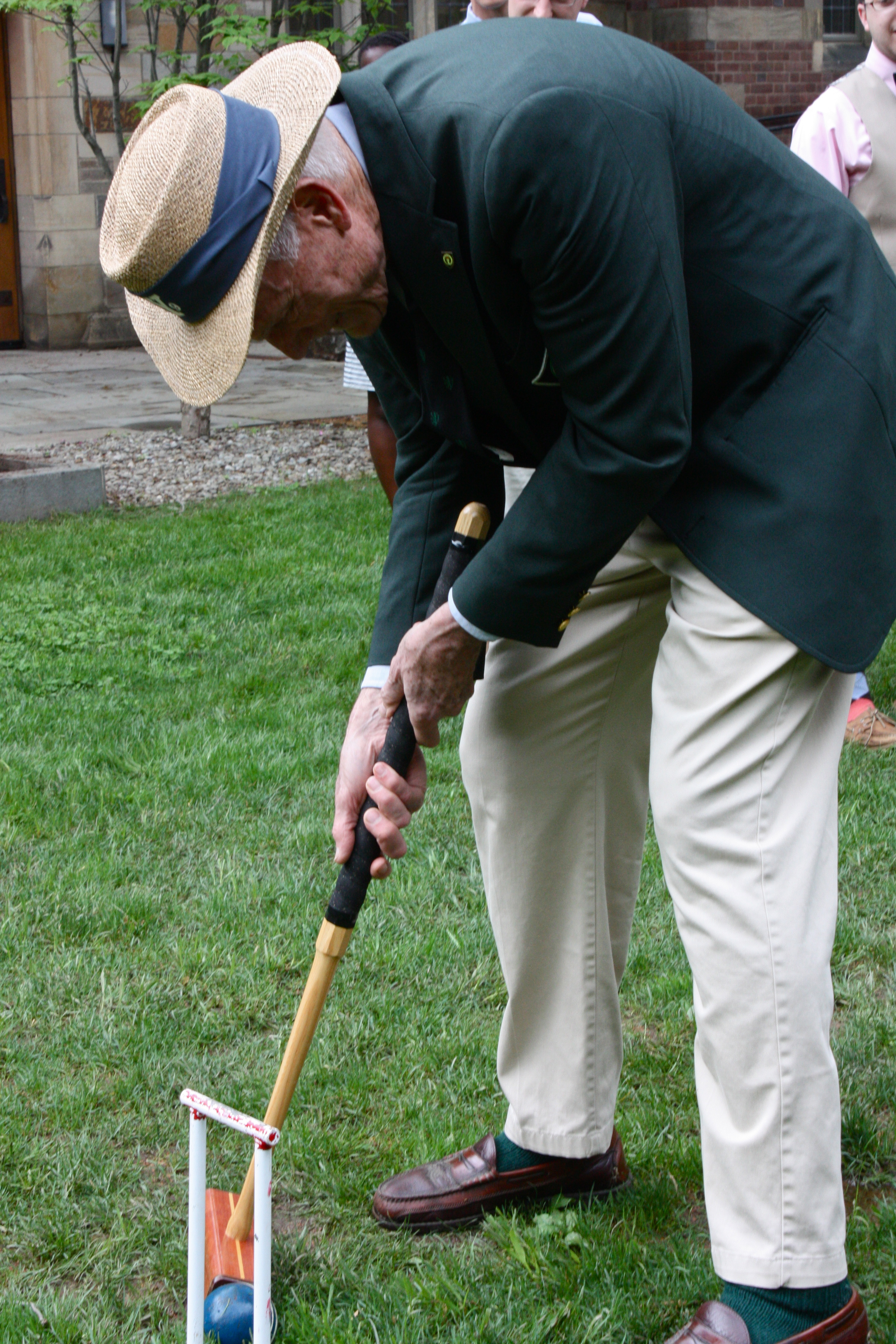
Esecuzione del colpo

Il croquet viene giocato con quattro palle di colori differenti, blu e nero contro rosso e giallo, su un campo contenente sei archetti e un picchetto centrale, detto peg. Si può giocare in singolare o in doppio, in questo caso ogni giocatore della coppia giocherà con una certa palla per tutta la partita.
Lo scopo del croquet è quello di terminare per primo il tracciato prestabilito, attraversando con entrambe le palle e nel senso giusto ogni archetto per due volte (prima nel giro di andata, poi in quello di ritorno) e, quindi, colpendo il peg.
Per ogni archetto attraversato nell'ordine giusto (in uno o più colpi) viene attribuito un punto. Il punto è segnato sia che la palla venga colpita direttamente dal giocatore che da un'altra palla.
Nel gioco classico, pertanto, il vincitore deve segnare 26 punti (12 punti di passaggio degli archetti ed il punto del peg, per ogni palla).
Nel gioco a 14 punti, non viene percorso il giro di ritorno, quindi ogni palla deve attraversare solo sei archetti e in ultimo colpire il peg.
È possibile anche giocare delle partite a tempo: scaduto il tempo prefissato, il vincitore sarà il giocatore che ha segnato più punti.
Le distanze sono in metri.
L'ordine di attraversamento degli archetti è indicato dalle frecce, partendo dall'archetto indicato con 1A.
L'archetto di partenza ha la traversa blu; l'ultimo, o Rover, ha la traversa rossa. 
Delle mollette (clips) con gli stessi colori delle palle sono posizionate sugli archetti o sul peg per indicare il punto successivo per ogni palla. Le clips sono poste sulla traversa degli archetti durante il giro di andata e su un ritto degli stessi durante il percorso di ritorno.
I giocatori hanno diritto a turni alternati. Nei primi quattro turni, le quattro palle vengono messe in gioco da un punto qualsiasi di una delle linee di partenza (baulk lines) ai due lati del campo. Non c'è un preciso ordine con cui mettere in gioco le palle. Una volta che tutte le palle sono in gioco, il giocatore può scegliere quale delle proprie palle giocare in ogni turno.
Un turno consiste in un solo tiro, ma si possono guadagnare tiri extra:
- se la palla segna un punto attraversando un archetto, il giocatore ha diritto ad un altro tiro;
- se la palla colpisce un'altra palla (roquet), il giocatore pone la propria palla a contatto con la palla colpita e tira la propria palla in modo che l'altra si muova od oscilli (tiro di croquet). Dopo questo tiro, il giocatore ha diritto ad un ulteriore colpo. Questa sequenza di colpi è illustrata qui.

Il giocatore può colpire (e quindi giocare il tiro di croquet) una sola volta ognuna delle altre tre palle in ogni turno, ma dopo che ha passato un archetto avrà nuovamente diritto a colpire tutte le altre palle. In questo modo, con una combinazione di bocciate e di passaggi di archetti, un giocatore può segnare una serie di punti (break) in uno stesso turno.
Un turno finisce quando il giocatore ha esaurito i tiri a propria disposizione, o se manda fuori campo una palla a seguito di un tiro di croquet, oppure se commette un fallo. Se una palla viene mandata fuori campo con un tiro non di croquet, questo non implica necessariamente la fine del turno.
Dopo ogni tiro le palle uscite dal campo vengono rimesse in gioco ad una iarda di distanza dal bordo (sulla linea di iarda) perpendicolarmente al punto in cui sono uscite; anche le palle che si trovano all'interno della linea di iarda - tranne la palla in gioco - vengono riposizionate sulla linea di iarda.
Dopo che una palla ha segnato il suo ultimo archetto (palla rover), può segnare il punto di peg sia venendo tirata direttamente contro il picchetto centrale, sia venendovi spinta contro da un'altra palla rover. La palla è quindi pegged-out e tolta dal campo.

## Riferimenti nella letteratura
- Nel libro Alice nel Paese delle Meraviglie di Lewis Carroll Alice viene invitata dalla regina a giocare una partita di croquet.

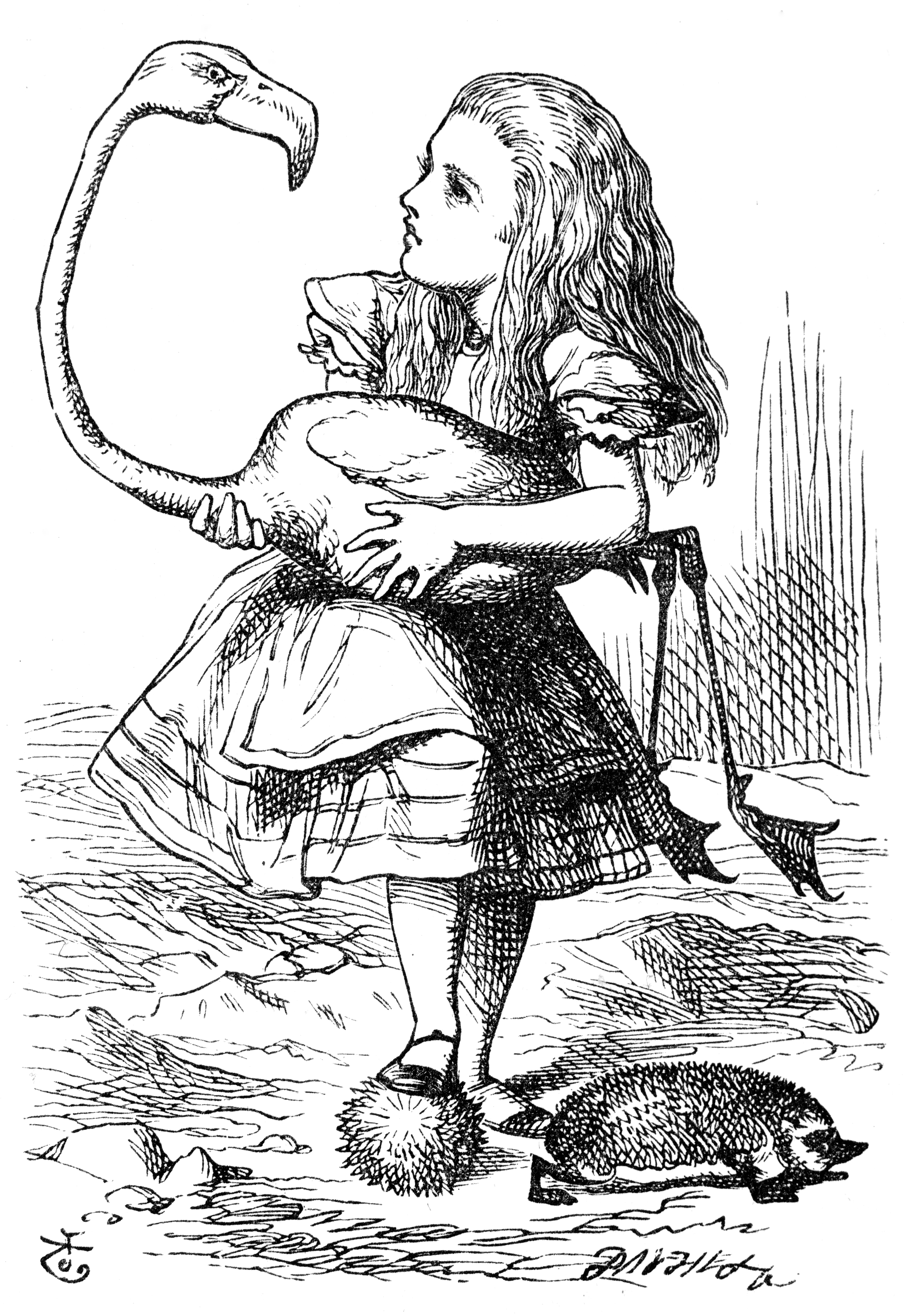
Alice cerca di giocare a croquet usando come mazza un fenicottero e come palla un riccio

- Nel quarto romanzo della serie Thursday Next, C'è del marcio di Jasper Fforde, si gioca una fondamentale partita a croquet, vinta dai Swindon Mallets, secondo le regole che vigono in questo romanzo dai caratteri metanarrativi.
- Nel romanzo Shining di Stephen King il protagonista Jack Torrance usa una mazza da Croquet con l'intento di uccidere sua moglie Wendy e suo figlio Danny.
- "Il croquet è lo sport più sconosciuto al mondo, dopo il cricket" fu una frase detta dal famoso autore Stephen King, durante un'intervista come risposta alla domanda sul perché della scelta della mazza di croquet.
- Nel romanzo "Piccole Donne" di Louisa May Alcott le sorelle March giocando una partita a croquet
- In Tremendous Trifles di Gilbert Keith Chesterton intitolato The Perfect Game in cui si parla del croquet
- L'atto secondo del dramma Il gabbiano di Anton Čechov è ambientato in uno spiazzo per il croquet.
- Il croquet viene nominato anche da Annika nel romanzo di Astrid Lindgren "Pippi Calzelunghe"
- Il Croquet, gestito dalla Regina di Cuori, è l'ultimo game ad essere completato nel manga Alice in Borderlands
- Nel romanzo Anna Karenina di Lev Tolstoj, la principessa Betsy invita Anna a casa sua per una partita di croquet, anche solo per assistervi, "come studio di costumi".